# Radio Bremen

Publieke omroepen binnen de ARD

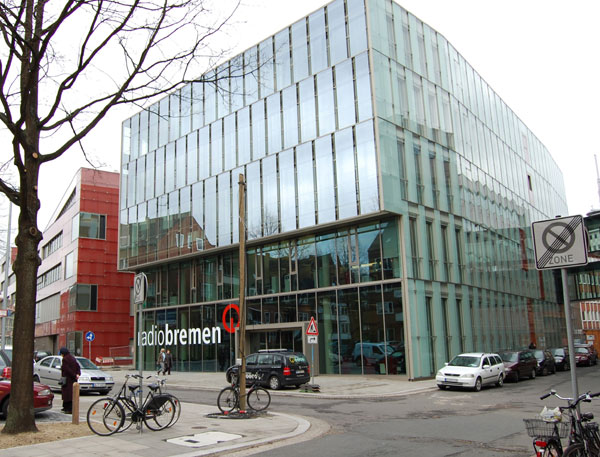
Studio van Radio Bremen, 2008

Radio Bremen is een in 1945 opgerichte publieke omroep voor de Vrije Hanzestad Bremen. Daarmee is de omroep de oudste publieke omroep van Duitsland. Tegelijkertijd is Radio Bremen de kleinste regionale omroep van de ARD, waarvan hij sinds de oprichting in 1950 lid is. Vestigingsplaats van de omroep is Bremen-Mitte en in Bremerhaven bevindt zich een regionale studio. Een bekend muziekprogramma dat Radio Bremen voor de ARD maakte, was Musikladen (1972-1979).

## Programma's
Radio Bremen zendt alleen of in samenwerking met anderen uit op vier verschillende radio zenders. Bremen Eins is het radiostation met oldies, evergreens, melodieuze popmuziek en sport. Op Bremen Vier is vooral rock- en popmuziek te horen. In samenwerking met de NDR maakt de omroep de zender Nordwestradio, waarop een cultuur- en informatieprogramma te horen is. Ten slotte zendt Radio Bremen in samenwerking met de WDR en de RBB de zender Funkhaus Europa uit.
Naast de radiostations heeft Radio Bremen ook een eigen televisiezender, Radio Bremen TV, waarop naast de programma's van de NDR ook eigen programma's te zien zijn.